# 臺灣社會學會
臺灣社會學會（英語：Taiwanese Sociological Association）是臺灣的社會學學術組織。

## 學會沿革
- 「中國社會學社」（1930-1950，在大陆時期）
- 「中國社會學社」（1951-1995，在台灣時期）
- 「臺灣社會學社」（1995-2000）
- 「臺灣社會學會」（2000-）

成立於1930年成立於中國上海，前身為「中國社會學社」，係由孫本文、許仕廉等學者倡議發起設立，為中國學界首度成立之「全國性正式合法學術團體」，首屆主理事為孫本文，並發行《社會學刊》作為機關之學術刊物。草創之初因適逢戰亂，會務斷續停滯，至1948年止，共計舉辦9屆年會。1951年由龍冠海等學者於台灣復社，並恢復推動相關會務；但由於當時「中國社會學社」的核心學者均未前來台灣，因此名義上雖在台「復社」，但在學會人事組織上實則等同於另起爐灶，1971年發行《中國社會學刊》作為機關之學術刊物。組織初期會務慘淡經營，至1980年代後，才開始定期舉辦規模較大學術活動。1995年，在台復社四十餘載後，通過更改社名為「臺灣社會學社」，機關刊物亦更名為《臺灣社會學刊》。2000年再度更改社名為「臺灣社會學會」迄今。

## 宗旨
臺灣社會學會以研究社會學理論、社會問題及社會行政為宗旨。主要之會務分為：
- 探討社會學理論及方法；
- 研究社會問題；
- 推動社會調查；
- 推動社會工作；
- 定期印行社會學刊物；
- 編譯及撰寫社會學書籍；
- 舉行社會學講演及研討會；
- 其他有關社會學事項與活動。

## 會員
分為個人會員、團體會員、榮譽會員、贊助會員。

## 歷任理事長
（自1951年復社後為首屆）
- 1-10屆：依序為：（1-6佚失）龍冠海、龍冠海、龍冠海、楊懋春。
- 11-20屆：（11-12不詳）、朱岑樓、文崇一、蔡宏進、葉啟政、高承恕、徐正光、蕭新煌、林瑞穗。
- 21-25屆：瞿海源、章英華、張苙雲、王振寰、顧忠華。
- 26-30屆：蔡明璋、張茂桂、陳東升、熊瑞梅、王宏仁。
- 31-33屆：戴伯芬、陳志柔、林國明。

## 學術刊物
《臺灣社會學刊》為學會目前發行之學術刊物，為TSSCI（台灣社會科學期刊引文索引）期刊，曾獲2002、2003等年度行政院國家科學委員會優等期刊獎。其沿革如下：
- 《社會學刊》（1929-約1934）
學刊之前身為《社會學刊》，原係「東南社會學社」於1929年7月創刊，次年由「中國社會學社」接手承辦。初為季刊形式，後因戰亂而不定期發刊；至五卷3期後，因中日戰爭全面爆發而完全停刊。
- 《中國社會學刊》（1971-1995）
1951年學社於台灣復社後，即有恢復出刊之議，但因種種困難而未能復刊，乃至1971年終於恢復發行《中國社會學刊》。學刊內容初為鬆散，至第1993年（17期）後改為以研究論文、研究議題討論、研究紀要、以及書評等四類為主。
- 《臺灣社會學刊》（1996-）
1996年，配合學會更名，學刊亦改名為《臺灣社會學刊》（台灣社會學刊）；刊名雖然變更，但期數仍然接續。內容以刊載有關社會科學和相關學門的學術論著、近兩年內國內出版之社會科學專著，以及國內外出版之學術專著書評為主。自2000年起，固定為半年期期刊。

## 學術活動
「台灣社會學會年會」為學會最重要之學術活動，年會主題為反映社會學者對於周遭情境之敏感性、呈現各個次領域研究成果，以建構學術平台。

## 學術獎項

### 學術貢獻獎
- 1982年「特殊貢獻獎」：龍冠海
- 2004年「傑出貢獻獎」：文崇一

### 學會論文獎
學會固定頒發博碩士生優秀論文獎，以獎勵並培植社會學新秀，歷年獲獎者（及指導教授）：

#### 「中國社會學社博碩士論文獎」
1983年
- 彭懷真：台灣大學/社會學研究所《我國工業化與社會福利演變》（文崇一、詹火生）
- 劉淑瓊：台灣大學/社會學研究所《社會工作員在科層組織內的衝突與調適之研究》（李長貴）

1985 
- 林桂碧：東海大學/社會學研究所《工廠組織管理與實施工廠社會工作之研究》（詹歷堅）

1989 
- 黃毅志：東吳大學/社會研究所《台灣地區民眾社經地位取得過程》（瞿海源）

1995
- 黃厚銘：台灣大學/社會學研究所《涂爾幹與現代性：理性與涂爾幹對現代社會道德危機的診斷》（葉啟政）

#### 「臺灣社會學社博碩士論文獎」
1997 
- 林佩瑾：台灣大學/社會學系研究所《台灣反婚姻暴力行動的研究－女性主義社會工作觀點的分析》（林萬億）
- 賴珍如：暨南國際大學/社會政策與社會工作研究所《政府推動契約式福利服務策略之研究》（施教裕）
- 李明璁：清華大學/社會人類學研究所《國家機器，政治轉型，與社會福利—以「老人年金」議題之發展為例》（吳泉源）
- 楊弘任：清華大學/社會人類學研究所《另類社會運動：一貫道的聖凡兼修渡人成全》（李丁讚、謝國雄）

1999
- 劉香蘭：台灣大學/社會學研究所《生別離－影響受刑人家庭關係機制初探》（余漢儀）

#### 臺灣社會學會博碩士論文獎
2001
- 何明修：台灣大學/社會學研究所（博）《民主轉型過程中的國家與民間社會：以台灣的環境運動為例(1986-1998) 》（蕭新煌）
- 葉欣怡：台灣大學/社會學研究所《台獨論述與民進黨轉型》（林國明）
- 鄭禮忠：清華大學/社會學研究所《「唯經濟論謬誤」扭曲下的收視戶抗爭：1999年台北市有線電視費率爭議的道德經濟分析》（鄭陸霖、吳泉源）
- 呂維婷：台灣大學/社會學研究所《台灣現代劇場劇團組織的制度化—從創作設的出現與發展談起》（林國明）

2003年
- 紀金山：東海大學/社會學研究所（博）《師資培育制度轉型與實踐的組織分析》（熊瑞梅）
- 張書銘：淡江大學/東南亞研究所《台越跨國婚姻市場分析：「越南新娘」仲介業之運作》（王宏仁）
- 吳哲良：東海大學/社會學研究所《蹲佔聚落的日常生活分析：以台中市無尾巷為例》（朱元鴻）
- 陳孟瑜：清華大學/社會學研究所《解構鄰避現象：反焚化爐運動中的科技與民主》（吳泉源）
- 鄧湘漪：台灣大學/社會工作研究所《進出邊境：以台灣某國際援助發展組織為例》（余漢儀）
- 吳毓婷：暨南大學/社會政策與社會工作研究所《保護業務社工員的專業才能裝備之研究》（宋麗玉）

2005年
- 何彩滿：東海大學/社會學研究所（博）《代工組織的轉型與超越：寶成集團的世界》（高承恕）
- 王雯君：中央大學/客家社會文化研究所《閩客族群邊界的流動：通婚對女性族群記憶與認同的影響》（張維安、張翰璧）
- 陳宇翔：台北大學/社會學系《工業資本主義社會的農業變遷：台灣茶業的社會經濟分析》（黃樹仁）
- 黃克先：台灣大學/社會學研究所《原鄉,居地與天家：外省第一代的流亡經驗與改宗歷程》（趙彥寧）

2007年
- 蔡友月：台灣大學/社會學研究所（博）《社會變遷下蘭嶼達悟人精神失序之分析：現代醫療、文化建構》（張苙雲）
- 金尚德：東華大學/族群關係與文化研究所《知識、權力、部落地圖：「太魯閣族傳統領域土地調查」的社會學解析》（紀駿傑）
- 葉春嬌：清華大學/社會學研究所《敘事與台灣民眾的國族認同轉折—1994～2004年報紙讀者投書的分析》（蕭阿勤、吳介民）
- 吳偉立：清華大學/社會學研究所《圓夢捷徑？連鎖加盟制度中的創業、「資本」，與台灣資本主義》（謝國雄）

2008年
- 何經懋：台灣大學/社會學研究所《思想、政治、權力：台灣知識分子的象徵鬥爭》（吳睿人、陳東升）
- 柯佩均：政治大學/社會學研究所《台灣社會學門的知識生產網絡機制：以2001~2006年社會學門學術期刊引用網絡為例》（熊瑞梅）
- 陳慈慧：成功大學/公共衛生研究所《從診間到生活世界：婦女不孕治療軌跡》（許甘霖、吳孟興）

## 外部連結
- 台灣社會學會（更新至2017年）
- 台灣社會學會網站（2018年啟用） （页面存档备份，存于）
- 資料庫